# Live in Waltrop
Live in Waltrop – zapis koncertu zespołu Krzak w niemieckim Waltrop z 2001 roku. Krzak dał koncert po ponad 18-letniej przerwie w działalności i tym samym reaktywował się na niespełna 2 lata. Zespół sam wydał płytę w 2002 r.
W 2005 roku wytwórnia Metal Mind Productions, wydała reedycję tego albumu, zmieniając okładkę i jako bonus dodając video z koncertu.

## Lista utworów
1. "Blues E-dur" – 6:46
2. "Iluzyt" – 4:40
3. "Blues h-moll – Smuteczek" – 9:27
4. "Czakuś" – 4:46
5. "Skałki" – 2:53
6. "Dla Fredka" – 7:50
7. "Dżemowa maszynka" – 8:19
8. "Ściepka" – 3:42

## Twórcy
- Jan Błędowski – skrzypce
- Leszek Winder – gitara
- Jerzy Kawalec – gitara basowa
- Andrzej Ryszka – perkusja